# Aparat halo
Halo – aparat ortopedyczny stabilizujący szyjny odcinek kręgosłupa po złamaniach lub zwichnięciach. Jako pierwszy wprowadził go do medycyny Vernon L. Nickel z narodowego Centrum Ortopedycznego z Rancho w Los Amigos w 1955.

Przeczytaj ostrzeżenie dotyczące informacji medycznych i pokrewnych zamieszczonych w Wikipedii.